# Stijn Spierings
Stijn Spierings, né le 12 mars 1996 à Alkmaar, est un footballeur néerlandais qui évolue au poste de milieu de terrain au Brøndby IF.

## Biographie

### Formation et débuts
Stijn Spierings naît le 12 mars 1996 dans la ville d'Alkmaar, aux Pays-Bas.
Il commence sa carrière professionnelle avec l'AZ Alkmaar. Après avoir fait son entrée dans la première équipe, il ne joue qu'à deux reprises lors de sa première saison, contre le PSV et l'Excelsior.

### Sparta Rotterdam
Il est ensuite prêté au Sparta Rotterdam, et joue un rôle majeur dans leur campagne de promotion en Eerste Divisie. À la fin de cette saison, Spierings signe un accord permanent avec le club.

### RKC Waalwijk
Le 7 janvier 2019, il signe un contrat d'un an et demi avec le RKC Waalwijk.

### Levski Sofia
Un an plus tard, le 13 janvier 2019, Spierings signe un contrat de trois ans avec le club bulgare du Levski Sofia.

### Toulouse FC
Le 5 octobre 2020, Spierings signe au Toulouse Football Club un contrat de trois ans en provenance du Levski Sofia. Il est le troisième joueur néerlandais à porter les couleurs du club, après Rob Rensenbrink (demi-saison 1981) et Branco van den Boomen (depuis la saison 2020-2021) et prend le numéro 17 d'Ibrahim Sangaré, parti au PSV Eindhoven, d'Adrien Regattin (saisons 2011 à 2016), de Jean-Joël Perrier-Doumbé (saisons 2009 à 2011), etc. (Alexandre Bonnet, Fabinho, Fodé Mansaré,...)
Spierings est titularisé par Patrice Garande dès son premier match le 17 octobre et marque sur pénalty face à l'AC Ajaccio, permettant à son nouveau club de s'imposer 0-1 à l'extérieur lors de la septième journée de Ligue 2.
Avec les néerlandophones Brecht Dejaegere et Branco van den Boomen, ils forment un milieu de terrain bâti par le président du club, ancien recruteur, Damien Comolli. (Le défenseur Sébastien Dewaest est également néerlandophone mais l'option d'achat de son prêt n'est pas levée et il quitte le club.)

### RC Lens
Le 23 juin 2023, libre de tout contrat après avoir refusé une prolongation à Toulouse et ciblé par le Racing Club de Lens, il signe au club artésien pour quatre saisons où il porte le numéro 5 et où son salaire est « nettement augmenté »,. En compétition, ses aptitudes techniques ne sont pas en adéquation avec les principes de jeu du RC Lens, basé sur une volonté de pressing haut de l'adversaire. Plus à l'aise dans un milieu composé de trois joueurs, il est à Lens associé au seul Salis Abdul Samed et les deux joueurs n'arrivent pas à se coordonner sur le terrain. Spierings participe aux quatre premières rencontres de L1 disputées par Lens dont une seule en tant que titulaire et ne figure pas sur la liste des joueurs éligibles à participer à la Ligue des champions.
Le 28 août 2024, le RC Lens libère le joueur de ses engagements contractuels afin de lui permettre de s'engager dans un nouveau projet.

### Retour au Toulouse FC

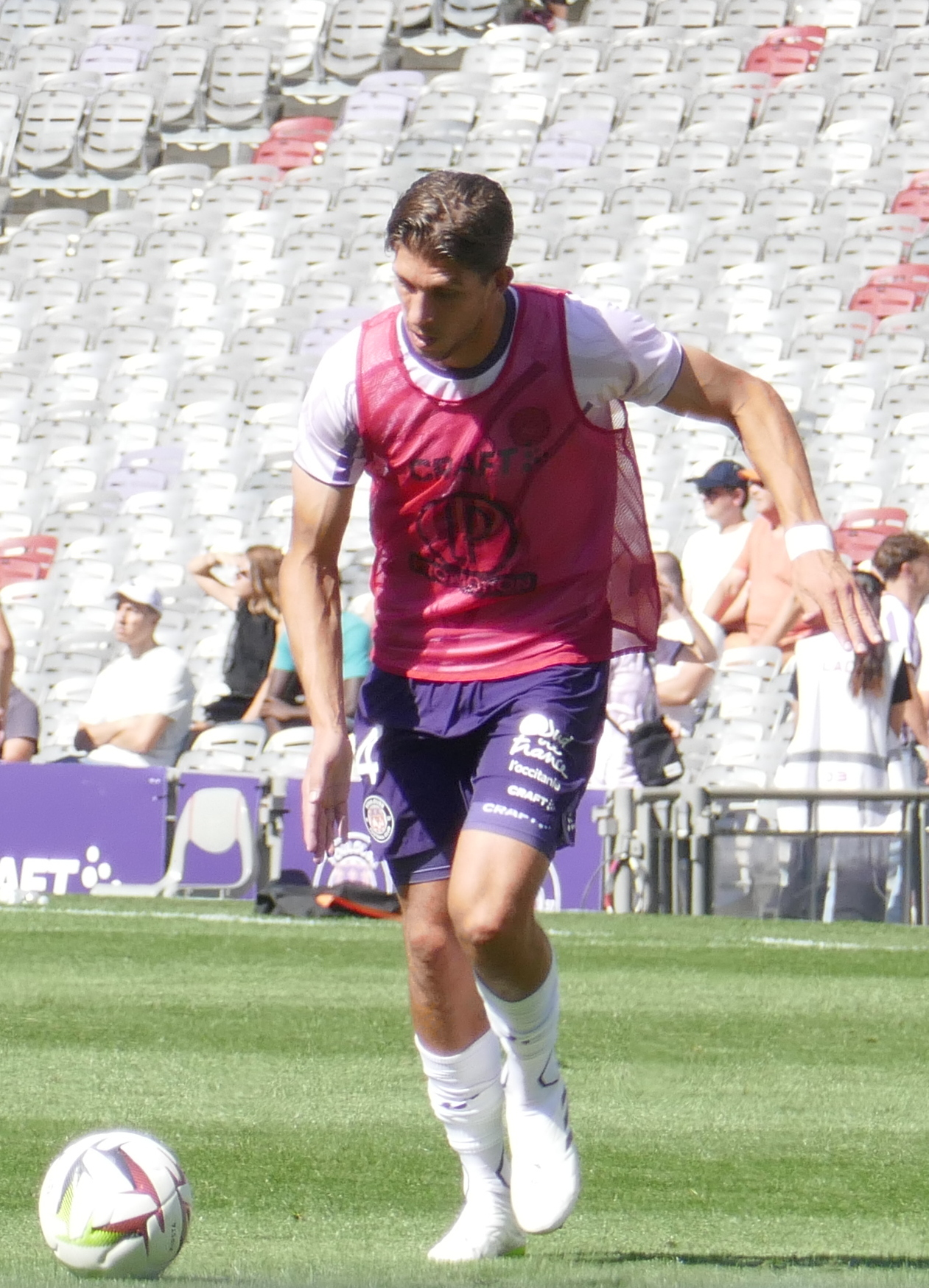
Stijn Spierings, octobre 2023.

Dès le mois de septembre 2023, il est prêté pour la saison à Toulouse, retrouvant le club de ses trois années précédentes.

### Carrière internationale
Il effectue plusieurs apparitions avec l'équipe nationale néerlandaise au niveau des jeunes. Il joue en équipe nationale des U17 jusqu'aux U20.

## Statistiques
| Saison                | Club                    | Championnat           | Championnat | Championnat | Championnat | Coupe(s) nationale(s) | Coupe(s) nationale(s) | Coupe(s) nationale(s) | Compétition(s) continentale(s) | Compétition(s) continentale(s) | Compétition(s) continentale(s) | Compétition(s) continentale(s) | Autres compétitions | Autres compétitions | Autres compétitions | Autres compétitions | Total | Total | Total |
| Saison                | Club                    | Division              | M.          | B.          | P.d.        | M.                    | B.                    | P.d.                  | Comp.                          | M.                             | B.                             | P.d.                           | Comp.               | M.                  | B.                  | P.d.                | M.    | B.    | P.d.  |
| 2014-2015             | AZ Alkmaar              | D1                    | 2           | 0           | 0           | -                     | -                     | -                     | -                              | -                              | -                              | -                              | -                   | -                   | -                   | -                   | 2     | 0     | 0     |
| 2015-2016             | Sparta Rotterdam (prêt) | D2                    | 6           | 1           | 0           | -                     | -                     | -                     | -                              | -                              | -                              | -                              | -                   | -                   | -                   | -                   | 6     | 1     | 0     |
| 2016-2017             | Sparta Rotterdam        | D1                    | 22          | 1           | 6           | 3                     | 0                     | 3                     | -                              | -                              | -                              | -                              | -                   | -                   | -                   | -                   | 25    | 1     | 9     |
| 2017-2018             | Sparta Rotterdam        | D1                    | 16          | 2           | 0           | 1                     | 0                     | 0                     | -                              | -                              | -                              | -                              | -                   | 4                   | 1                   | 1                   | 21    | 3     | 1     |
| 2018-2019             | Sparta Rotterdam        | D2                    | 9           | 0           | -           | -                     | -                     | -                     | -                              | -                              | -                              | -                              | -                   | -                   | -                   | -                   | 9     | 0     | 0     |
| Sous-total            | Sous-total              | Sous-total            | 53          | 4           | 6           | 4                     | 0                     | 3                     | -                              | -                              | -                              | -                              | -                   | 4                   | 1                   | 1                   | 61    | 5     | 10    |
| 2018-2019             | RKC Waalwijk            | D2                    | 18          | 7           | 6           | -                     | -                     | -                     | -                              | -                              | -                              | -                              | -                   | 5                   | 4                   | 2                   | 23    | 11    | 8     |
| 2019-2020             | RKC Waalwijk            | D1                    | 17          | 3           | 3           | 1                     | 0                     | 0                     | -                              | -                              | -                              | -                              | -                   | -                   | -                   | -                   | 18    | 3     | 3     |
| Sous-total            | Sous-total              | Sous-total            | 35          | 10          | 9           | 1                     | 0                     | 0                     | -                              | -                              | -                              | -                              | -                   | 5                   | 4                   | 2                   | 41    | 14    | 11    |
| 2019-2020             | Levski Sofia            | D1                    | 5           | 2           | 0           | 3                     | 0                     | 0                     | -                              | -                              | -                              | -                              | -                   | 4                   | 0                   | 1                   | 12    | 2     | 1     |
| 2020-2021             | Levski Sofia            | D1                    | 7           | 2           | 1           | -                     | -                     | -                     | -                              | -                              | -                              | -                              | -                   | -                   | -                   | -                   | 7     | 2     | 1     |
| Sous-total            | Sous-total              | Sous-total            | 12          | 4           | 1           | 3                     | 0                     | 0                     | -                              | -                              | -                              | -                              | -                   | 4                   | 0                   | 1                   | 19    | 4     | 2     |
| 2020-2021             | Toulouse FC             | L2                    | 27          | 9           | 2           | 3                     | 1                     | 0                     | -                              | -                              | -                              | -                              | BR                  | 2                   | 1                   | 1                   | 32    | 11    | 3     |
| 2021-2022             | Toulouse FC             | L2                    | 35          | 1           | 7           | 2                     | 0                     | 0                     | -                              | -                              | -                              | -                              | -                   | -                   | -                   | -                   | 37    | 1     | 7     |
| 2022-2023             | Toulouse FC             | L1                    | 36          | 2           | 1           | 6                     | 1                     | 2                     | -                              | -                              | -                              | -                              | -                   | -                   | -                   | -                   | 42    | 3     | 3     |
| 2023-2024             | Toulouse FC (prêt)      | L1                    | 9           | 0           | -           | 2                     | 0                     | -                     | C3                             | 1                              | 0                              | 0                              | TC                  | 1                   | 0                   | 0                   | 13    | 0     | 0     |
| Sous-total            | Sous-total              | Sous-total            | 107         | 12          | 10          | 13                    | 2                     | 2                     | -                              | -                              | -                              | -                              | -                   | 3                   | 1                   | 1                   | 123   | 15    | 13    |
| 2023-2024             | RC Lens                 | L1                    | 8           | 0           | 0           | -                     | -                     | -                     | C1                             | -                              | -                              | -                              | -                   | -                   | -                   | -                   | 8     | 0     | 0     |
| Total sur la carrière | Total sur la carrière   | Total sur la carrière | 217         | 30          | 26          | 21                    | 2                     | 5                     | -                              | 1                              | 0                              | 0                              | -                   | 16                  | 6                   | 5                   | 255   | 38    | 36    |

## Palmarès
- Champion des Pays-Bas de D2 en 2016 avec le Sparta Rotterdam
- Champion de France de Ligue 2 en 2022 avec le Toulouse FC
- Vainqueur de la Coupe de France en 2023 avec le Toulouse FC
- Finaliste du Trophée des champions en 2023 avec le Toulouse FC.

## Style de jeu
Au Toulouse FC, il est essentiellement utilisé comme sentinelle. Son positionnement, ses qualités de passes et son sans-froid naturel, lui permettent de ressortir proprement les ballons dangereux. En plus de soulager la défense, il réoriente le jeu,
grâce à sa vision. Par ailleurs, il se révèle être un excellent tireur de penalty (7 buts sur 8 tentés lors de la saison Ligue 2 2020-2021).